# Syntrichiadelphus flagellaris
Syntrichiadelphus flagellaris là một loài rêu thuộc họ Pottiaceae. Loài này được (Schimp.) Brinda, Jáuregui-Lazo & Mishler mô tả khoa học năm 2021.